# Валачи, Джо
Джозеф «Джо Каго» Валачи (англ. Joseph 'Joe Cago' Valachi; 22 сентября 1903, Восточный Гарлем, Нью-Йорк — 3 апреля 1971, Эль-Пасо, Техас), он же Чарльз Чанбано (Charles Chanbano), он же Энтони Сордж (Anthony Sorge), — первый представитель мафии, который публично признал её существование. Кроме того, именно он ввёл в обиход понятие «коза ностра» (La Cosa Nostra), «наше дело».

## Биография
Родился Валачи в Нью-Йорке, в Восточном Гарлеме, в бедной неаполитанской семье. Его отец был алкоголиком, периодически избивавшим жену и детей, и Валачи рос в постоянном страхе.

### Карьера
Криминальная карьера Джо Валачи началась с воровской группировки под названием «The Minutemen» («Ополченцы»), занимавшейся грабежами по четко отработанному плану, позволявшему быстро проникать в помещения и исчезать до приезда полиции. Сам Валачи в грабежах, как правило, не участвовал, поскольку был виртуозным водителем и умел отвязаться от любого хвоста.
Тем не менее, в 1921 г. он был арестован по обвинению в краже в крупном размере. Когда он вышел из тюрьмы, в 1924 г., его сообщники уже обзавелись новым водителем, и Валачи решил создать свою собственную группировку.
В начале 1930-х Валачи удостоился чести быть представленным Коза Ностре и вскоре стал солдатом в семье Рейна. В мафиозной войне, бушевавшей в те годы, Валачи сражался на стороне Сальваторе Маранзано, который уничтожил мятежного Джо Массерию. После этого Валачи стал телохранителем Маранзано. Однако, в этой должности он не задержался, поскольку Маранзано был убит в 1931 г. Тогда Валачи снова стал солдатом, на этот раз в семье Чарли (Лаки (то есть, «счастливчик»)) Лучано, впоследствии слившейся с семьёй Дженовезе, и продолжал служить этой семье до 1960-х гг.

### Свидетельство
В октябре 1963 Валачи признался постоянному подкомитету Сената по расследованиям, который в то время возглавлял сенатор от штата Арканзас Джон Маклеллан, в том, что мафия действительно существует.
Весной 1962 года Джо Валачи был арестован за торговлю героином и оказался в одной тюрьме со своим боссом, Вито Дженовезе (глава самой могущественной на тот момент мафиозной семьи Нью-Йорка). Вскоре между ними возник конфликт — Валачи боялся, что Дженовезе подозревает его в неверности из-за его дружбы с одним из мафиозо, который был убит по приказу Дженовезе, а Дженовезе боялся, что Валачи может сдать его властям в обмен на уменьшение своего срока. Будучи сицилийцем «старой школы», он поцеловал Валачи «поцелуем смерти» (означающим что это последний поцелуй человека перед смертью), что Валачи, очевидно, понял и что его здорово напугало. 22 июня 1962 года он жестоко забил трубой другого заключённого, приняв за Джозефа «Джо Бека» ДиПалермо, который должен был убить его по поручению Дженовезе, назначившего за голову Валачи 100 тысяч долларов. Чтобы обезопасить себя, Валачи стал первым членом семьи Дженовезе, равно как и первым членом мафии, который официально, под присягой рассказал о её существовании и влиянии на преступный мир. Именно Валачи первым упомянул название «Коза Ностра», ставшее отныне именем нарицательным. Умер в тюрьме от инфаркта в 1971 году.
Хотя откровения Валачи не привели к аресту глав мафии, они стали источником ценных сведений о её истории, деятельности и ритуалах, что помогло в расследовании некоторых загадочных убийств, а также позволило установить имена её членов и крупнейших семей. Его свидетельство, которое транслировалось по радио и телевидению и было опубликовано в газетах, повергло в шок преступный мир, не оправившийся ещё после того, как 14 ноября 1957 года полиция случайно наткнулась на главарей мафии, собравшихся в доме Джозефа «Джо Цирюльника» Барбары в деревне Апалачин (штат Нью-Йорк). После заявлений Валачи сам факт существования мафии более не подвергался сомнению в обществе.